# Chemische Genetik
Die Entschlüsselung der Beeinflussung von Lebensvorgängen durch Gene ist das Ziel der Genetik. Die Chemische Genetik, auch Chemogenetik (engl.: chemogenetics) genannt, verfolgt dagegen das Ziel die Funktion der Genprodukte, das heißt der Proteine, mit Hilfe von chemischen Substanzen aufzuklären. 
Die Chemische Genetik ist die Untersuchung einzelner Genprodukte (Proteine) mit einer Kombination chemischer und biologischer Methoden. In der Chemischen Genomik werden dagegen die Produkte einer Genfamilie untersucht.

## Hintergrund
Von den geschätzten 100.000 Proteinen die im menschlichen Körper aus der DNA codiert werden, ist von lediglich 500 die chemische Struktur bekannt. In der Chemischen Genetik sollen niedermolekulare Verbindungen (sogenannte Small Molecules) als Protein-Liganden grundlegende biochemische Prozesse und die Funktion der daran beteiligten Proteine aufklären. Nach der weitgehend abgeschlossenen Sequenzierung des menschlichen Genoms (Humangenomprojekt) und der vieler Modellorganismen, ist nun die Aufklärung der Funktion der Gene, beziehungsweise ihrer Produkte, der Proteine, im Fokus der Biochemie. Die Chemische Genetik ist hierzu ein vielversprechender Ansatz.
Die niedermolekularen Verbindungen sind oft Naturstoffe oder abgewandelte Naturstoffe oder durch kombinatorische Chemie erzeugte Substanzen. Gerade mit Hilfe der kombinatorischen Chemie kann eine Vielzahl von unterschiedlichen chemischen Verbindungen, eine sogenannte Molekülbibliothek, erzeugt und mittels Hochdurchsatz-Screening auch getestet werden.
Stuart Schreiber und Tim J. Mitchison beschrieben als erste die wesentlichen Elemente für die Chemische Genetik.
Neben der Aufklärung der Funktion einzelner Proteine dient die Chemische Genetik auch der Entwicklung neuer Medikamente.

## Unterscheidung von anderen genetischen Verfahren
Von anderen genetischen Verfahren, wie beispielsweise der Mutationsgenetik oder der Knockout-Technik, unterscheidet sich die Chemische Genetik durch eine Reihe von Vorteilen:
- Kleine Moleküle zeigen nach der Verabreichung eine rasche Wirkung.
- Der biologische Effekt ist durch den Metabolismus (Stoffwechsel) meist reversibel. Zeitabhängige (dynamische) Funktionsuntersuchungen an Proteinen sind dadurch möglich.
- Über die Wirkstoffkonzentration kann der Effekt beeinflusst werden und somit unterschiedliche Ausprägungen des Phänotyps erreicht werden.
- Die Wirkung kann im Organismus zu jedem Zeitpunkt seiner Entwicklung untersucht werden. Die Auswirkungen eines Gen-Knockouts, das bereits im embryonalen Stadium letal ist, können im adulte Organismus nicht untersucht werden.
- Knockout-Studien können keine Proteine differenzieren, die vom gleichen Gen stammen.
- Der Wirkeffekt kann jederzeit und überall reproduziert werden.

## Weiterführende Literatur
- H. Kubinyi (Editor) u. a.: Chemogenomics in Drug Discovery: A Medicinal Chemistry Perspective. Wiley-VCH, 2004, ISBN 3-527-30987-X
- S. Jaroch: Chemical Genomics: Small Molecule Probes to Study Cellular Function . Springer, 2008, ISBN 3-540-27865-6
- F. Darvas u. a.: Chemical Genomics. Marcel Dekker, 2004
- F. R. Salemme: Chemical genomics as an emerging paradigm for postgenomic drug discovery. In: Pharmacogenomics 4/2003, S. 1–11.
- C. M. Crews und U. Splittgerber: Chemical genetics: exploring and controlling cellular processes with chemical probes. In: TIBS 5/1999, S. 317–320.
- S. L. Schreiber: Target-oriented and diversity-oriented organic synthesis in drug discovery. In: Science 287/2000, S. 1964–1969.